# Ján Laco
Ján Laco (* 1. prosinec 1981, Liptovský Mikuláš) je bývalý slovenský hokejový brankář.

## Kariéra hráče
Laco začínal s hokejem v rodném Liptovském Mikuláši, za který také poprvé v sezóně 2000/01 nastoupil v nejvyšší slovenské lize. V roce 2005 přestoupil do týmu HC Košice, na sezonu 2007/08 se opět vrátil do Mikuláše, aby následně přestoupil do HKm Zvolen, kde strávil dvě sezony. Následně vystřídal ve dvou sezonách dva kluby, a to HK Nitra a HC Lev Poprad. Potom podepsal smlouvu na sezonu 2012/13 s týmem HC Donbass Doněck (nově od sezóny 2012/2013 hrající KHL). Po ukončení angažmá v KHL začal hrát za Piráty Chomutov, kde hrál až do roku 2017, kdy přestoupil do týmu Sparta Praha.

## Reprezentace
V roce 2012 byl nominován na mistrovství světa, na kterém sehrál roli brankářské jedničky. Po turnaji byl vyhlášen nejlepším brankářem podle direktoriátu IIHF a nominován do All Stars šampionátu.